# Sıla Türkoğlu
Sıla Türkoğlu (* 18. April 1999 in Bornova) ist eine türkische Schauspielerin.

## Leben und Karriere
Türkoğlu wurde am 18. April 1999 in Bornova geboren. Ihr Debüt gab sie 2018 in der Fernsehserie Ağlama Anne. Danach spielte sie 2019 in der Serie Yemin. Ihre erste Hauptrolle bekam sie sie 2020 in Emanet. Bei der Folge 416, die am 4. Juni 2022 ausgestrahlt wurde, verließ Türkoğlu die Serie. Seit 2022 spielt sie in Kızılcık Şerbeti die Hauptrolle.

## Filmografie
Serien
- 2018: Ağlama Anne
- 2019–2020: Yemin
- 2020–2022: Emanet
- 2022: Kızılcık Şerbeti